# Guildford (borough)
Guildford è un borgo del Surrey, Inghilterra, Regno Unito, con sede in loco.
Il distretto nacque il 1º aprile 1974 secondo il Local Government Act 1972 dall'unione del municipal borough di Guildford col Distretto rurale di Guildford.

## Località e parrocchie civili
- Guildford (senza parrocchia)
- Albury
- Artington
- Ash
- Compton
- East Clandon
- East Horsley
- Effingham
- Normandy
- Ockham
- Pirbright
- Puttenham
- Ripley
- Seale and Sands
- Send
- Shackleford
- Shalford
- Shere
- St Martha
- Tongham
- Wanborough
- West Clandon
- West Horsley
- Wisley
- Worplesdon